# Беркен
Беркен (нім. Berken) — громада  в Швейцарії в кантоні Берн, адміністративний округ Верхнє Ааргау.

## Географія
Громада розташована на відстані близько 37 км на північний схід від Берна.
Беркен має площу 1,4 км², з яких на 11,4% дозволяється будівництво (житлове та будівництво доріг), 52,9% використовуються в сільськогосподарських цілях, 30% зайнято лісами, 5,7% не є продуктивними (річки, льодовики або гори).

## Демографія
2019 року в громаді мешкало 41 особа (-16,3% порівняно з 2010 роком), іноземців було 2,4%. Густота населення становила 29 осіб/км².
За віковим діапазоном населення розподілялося таким чином: 2,4% — особи молодші 20 років, 65,9% — особи у віці 20—64 років, 31,7% — особи у віці 65 років та старші. Було 21 помешкань (у середньому 2 особи в помешканні).
Із загальної кількості 46 працюючих 15 було зайнятих в первинному секторі, 8 — в обробній промисловості, 23 — в галузі послуг.